# Раймунд де Терм
Раймунд III де Терм (1170 — 1210, Каркасон) — живший во времена Альбигойского крестового похода на юге Франции сеньор замка Терм.

## Биография
О жизни Раймунда известно мало. Он был самым младшим из трех сыновей Гильома III де Терма и его жены Адальмурс (де Феноуилет). Его старший брат Бенуа впоследствии стал альбигойским епископом, а средний брат умер молодым не оставив наследников. В 1206 году Бенуа за дар красноречия был приглашен к спору с католическими богословами отстаивать учение катаров вместе с катарским проповедником Гилабертом де Кастром. Формально катары выиграли богословский спор в Монреале, многие слушатели, среди которых видные дворяне Лангедока, утвердились в симпатии к этому учению. А католические монахи, в числе которых был Доминик де Гусман, будущий основатель инквизиции, известный также как святой Доминик, писал в Рим что «ересь в крае укрепилась». Но по факту именно выигрыш в полемике противника утвердил высших иерархов Римской церкви больше не вступать в споры с еретиками, а огнем и мечем выжечь ересь в этом богатом крае, что и было сделано в ходе Альбигойского крестового похода в 1209—1229 годах и также в ходе дальнейшего террора инквизиции в Лагендоке.
Бенуа получил таинство «Консаламентум» из рук самого Гилаберта де Кастро.
Бенуа надолго пережил брата. Последнее упоминание о нём относится к записям в протоколах инквизиции, где свидетель Гильем Кабильблан указывает на то, что продал ему пирог с рыбой в 1230 году. Затем он проживал в замке Керибюс, месте убежища для монахов-катаров под защитой Чаберта де Барбейры. Бенуа уже очень стар к этому времени, и умер скорее всего в 1233 году когда его место Катарского епископа занял Раймунд Агульер (Raimond Agulher).
Раймунд формально был вассалом виконта Каркасона, но на самом деле он управлял своими землями в большей мере независимо. Был яростным катаром. Его обвинили в поддержке ереси и прекращении чтения мессы в замке, ведь до прихода в Терм крестоносцев на его территории не проводилось церковных служб уже 25 лет. Рядом с замком находилось поселение с террасами и стенами или передним замком «Каструм», в котором многие альбигойцы искали защиты со своими семьями.
В 1197 году Раймунд де Терм женился на молодой и богатой наследнице баронетства Валлеспира Эрмессенде де Корсави. Ей было не более 14 лет.
В начале Альбигойского крестового похода (1209—1229) помогал Пьеру Роже де Кабаре отбить атаки на его замок, в дальнейшем и замок Терм так же был осажден; он сдался после четырёх месяцев в декабре 1210 года из-за нехватки воды и пищи. Раймунд был схвачен и доставлен в Каркассон, где вскоре умер.
Раймунд III имел двух сыновей и двух дочерей. Вся его семья тайно покинула замок и бежала в Арагон. Оливье де Терм (1200—1274) стал одним из самых известных рыцарей Высокого Средневековья; второй сын, Бернар, умер во время битвы за возвращение острова Майорка (1228/29). Две дочери, Бланка и Раймунда, вышли замуж за потомков родовитых семейств Лангедока.